# Chrysocercops malayana
Chrysocercops malayana är en fjärilsart som beskrevs av Tosio Kumata 1992. Chrysocercops malayana ingår i släktet Chrysocercops och familjen styltmalar. Inga underarter finns listade i Catalogue of Life.